# Batocera parryi
Batocera parryi – gatunek chrząszcza z rodziny kózkowatych. 

## Zasięg występowania
Południowo-wschodnia Azja od Pakistanu oraz Indii na zachodzie, po Indonezję i Nową Gwineę na wschodzie. Na północy sięga po Nepal i południowe krańce Chin. Zawleczony również do Hiszpanii, jednak prawdopodobnie nie tworzy tam stałych populacji.

## Budowa ciała
Osiąga średnio ok. 40 mm długości ciała. Spód niektórych członów czułków drobno ząbkowany. Głowa, przedplecze, pokrywy, czułki oraz nogi czarne. Na przedpleczu dwie czerwone, bądź rzadziej żółte, plamy w kształcie fasoli; na pokrywach cztery pary owalnych, czerwonych plam, z których ostatnia jest mniej lub bardziej wydłużona, sporadycznie mogą występować również dodatkowe, znacznie mniejsze plamki. 

## Biologia i ekologia

### Tryb życia i biotop
Imago aktywne przez cały rok. Spotykany w lasach, ogrodach i zaroślach.

### Odżywianie
Postacie dorosłe żywią się młodą korą, nie odwiedzając kwiatów. Ksylofagiczne larwy żerują w drewnie różnych gatunków drzew liściastych.